# サントメ・プリンシペの歴史

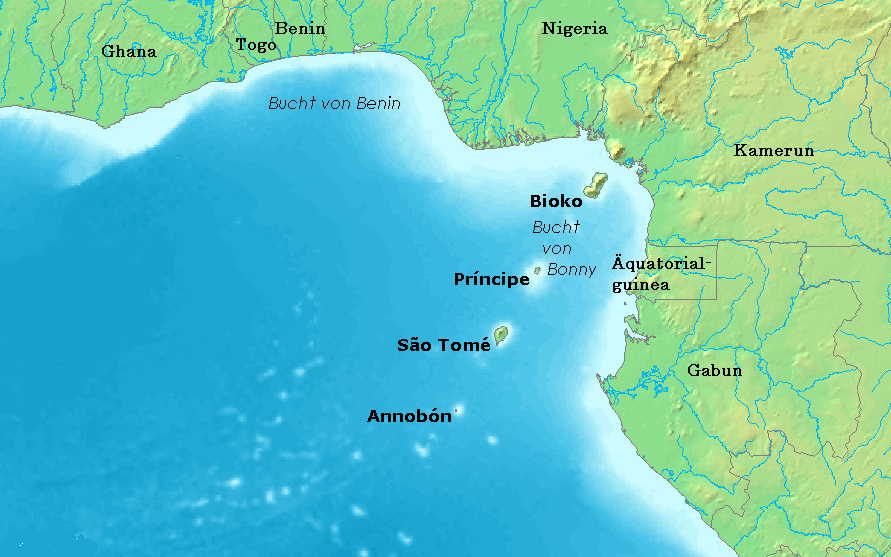
ギニア湾の地図。サントメ島、プリンシペ島両島はアフリカ大陸から離れたギニア湾上に位置する。

サントメ・プリンシペの歴史（サントメ・プリンシペのれきし）では、サントメ・プリンシペ民主共和国の歴史について述べる。15世紀まで無人島だったサントメ島、プリンシペ島の両島には、15世紀末から16世紀初頭にかけてポルトガル人が入植し、白人入植者とアフリカ大陸から連行された黒人奴隷が混血した人々や、ある時期に両島に上陸した人々の末裔によって、サトウキビ、コーヒー、カカオなどの商品作物の栽培を軸に発達を遂げてきた。両島が独立したのは20世紀後半の1975年であり、それ以後独立国として存在している。

## ポルトガル植民地時代

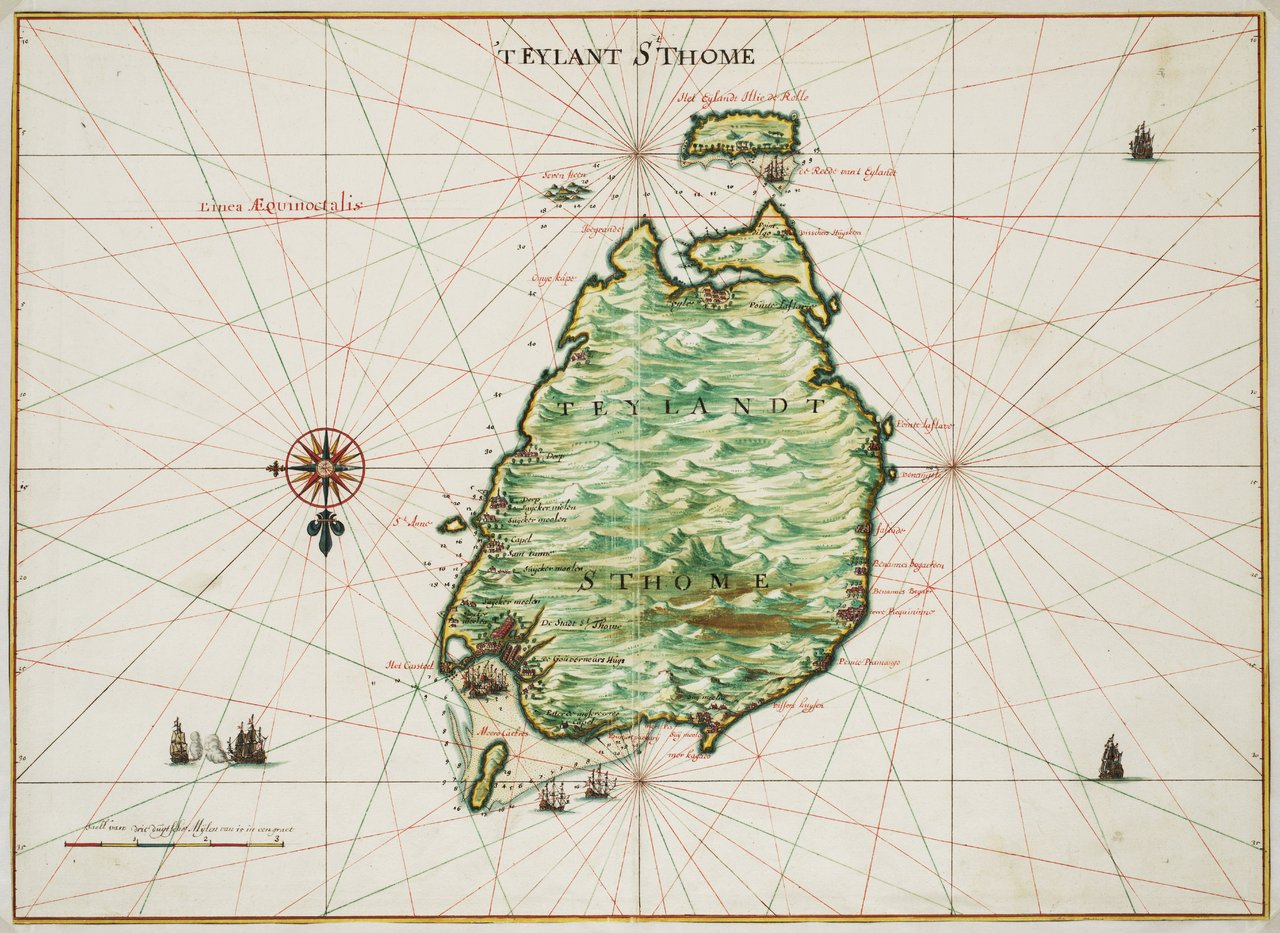
1665年に描かれたサントメ島の地図

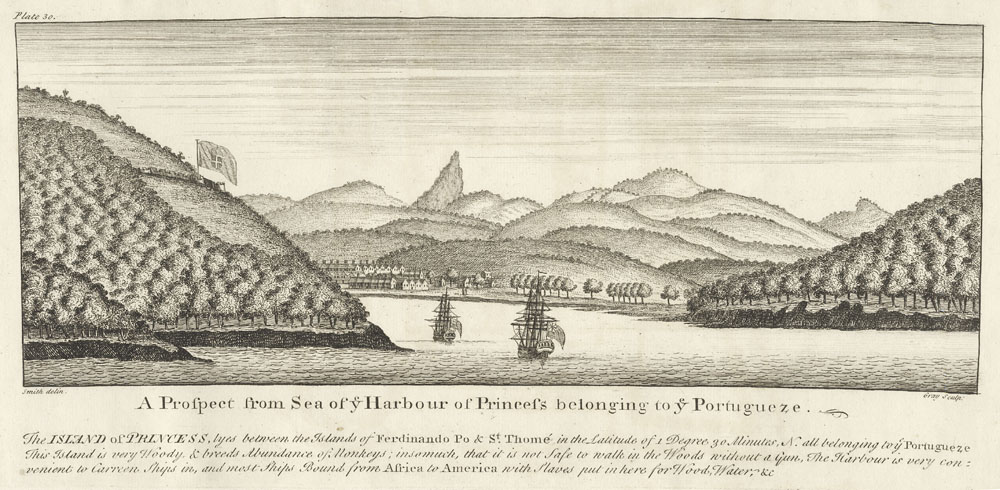
1727年に描かれたプリンシペ島の図

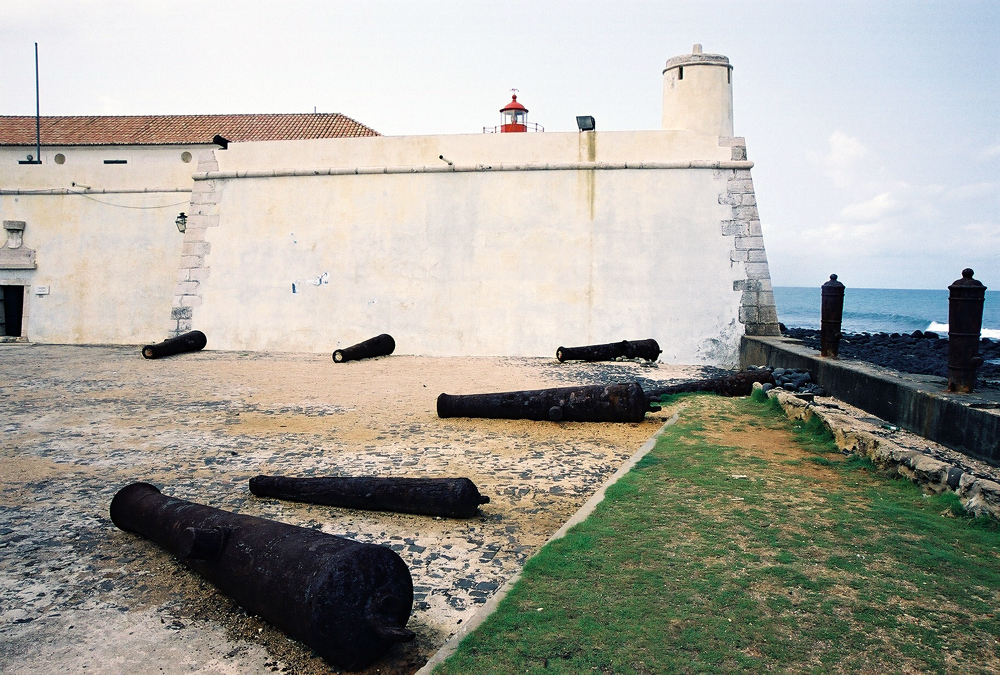
植民地時代にポルトガルがサントメ島に築いた要塞

1469年、アフリカの西端に位置する無人島であったサントメ島とプリンシペ島にポルトガル人が初めて到来した。3年以上、この2つの無人島を探索した後、ポルトガルの航海者たちは、この島々がアフリカ本土への寄港地として好適であると結論した。こうして両島はポルトガルの植民地となった。
初めて入植に成功したのはポルトガルの下級貴族であったアルヴァロ・デ・カミニャとアントニオ・カルネイロの二人であり、1490年代末のことであった。カミニャは1493年にサントメ島に入植し、ポルトガル王室（アヴィス王朝）から島の所有権を認められた。1510年にはプリンシペ島に貴族のジョルジェ・メロ率いる入植団が上陸した。初期の入植者はポルトガルからの流刑囚、職人、貧民からなり、彼らはキリスト教に強制改宗させられたユダヤ人を伴っていた。入植者はほどなく島の火山灰質の土壌が、サトウキビ栽培に好適であることに気付いた。しかし、両島に入植したヨーロッパ出身者は熱帯の気候に耐えられずに倒れていったため、フェルナンド・ポ島とアフリカ大陸から黒人奴隷がサトウキビ栽培と牧畜の為に導入された。ポルトガル出身の女性は両島には訪れなかったため、カーボベルデ諸島と同様に、数世代後には白人と黒人の混血（ムラート）の支配層が築かれた。サントメ島には1504年に最初の教区が置かれ、1534年には司教区への昇格と共に市政に移行し、また両島は1522年にカピタニアが廃止されて王領に戻り、ポルトガルの行政機構に編入された。
両島はアフリカとブラジルを結ぶ奴隷貿易の中継拠点としても栄えた。コンゴ王国の国王アフォンソ1世は、サントメ島の領主フェルナンド・メロの強欲と、サントメ島にてコンゴ王国から連行された住民が奴隷として酷使されていることを憂慮し、ポルトガル王マヌエル1世に対して、同島を封土として引き渡すように要求した。しかし、ポルトガルはこのコンゴ王の要求を無視したため、アフォンソ1世は1526年よりジョアン3世に宛てて幾度か手紙を書き、コンゴ王国を蝕む奴隷貿易を中止するように訴えた。ポルトガル王がこの訴えを無視した為、コンゴ王アフォンソ1世はローマ教皇パウルス3世に手紙を送り、1535年に教皇パウルス3世から事態に善処する旨の返事を得たものの、実際にはカトリック教会による奴隷貿易への対策はなされなかった。
1570年代にサントメ島は世界有数の砂糖の産地となり、1602年には4万アロバ（約600万トン）の砂糖が生産された。しかし、ポルトガル領ブラジルとの砂糖生産の競合、オランダとイギリスの海賊の攻撃、奴隷反乱等の複合的な進行によってサントメ島は17世紀前半中に急速に衰退した。また、17世紀前半のポルトガル・オランダ戦争の最中にオランダがサントメ島に上陸したものの、1648年にアンゴラからオランダ勢力を駆逐したサルヴァドル・コレイア・デ・サがサントメ島を奪回した。
18世紀にはサントメ島、プリンシペ島両島に対するポルトガル国王の統制は殆ど及ばず、また、フランスが数度に亘って両島を攻撃した。
1800年にブラジルからコーヒーが、1822年にカカオが導入された後、主にポルトガル人の不在地主と外国資本からなる農場主が絶大な権力を握り奴隷を使役するプランテーション経営がなされ、1860年代以後両島の経済は急速に拡大、1842年に約18コントに過ぎなかった両島の輸出額は、1910年には8000コント以上に達した。
1842年にポルトガルはイギリスと奴隷貿易を廃止する条約を結び、1856年に奴隷の親から生まれた子の解放を規定する法律が、1869年2月25日にポルトガル帝国全域で奴隷制を即時廃止する法律が制定され、サントメ・プリンシペ両島では1876年に公式に奴隷制度が廃止された。しかし、奴隷制度廃止と前後して1875年に植民地の原住民を労働させるための「奉公人制」を定めた法律が制定され、1878年に施行されたこの法律によって農業労働者は依然として奉公人制と呼ばれる実質的な奴隷制の下に置かれ、さらに1885年から1903年にかけて51,689人の奉公人がポルトガル領アンゴラから両島に導入された。この奉公人制はイギリスのチョコレート業者ウィリアム・キャンドベリイの報告書によってアメリカ合衆国、イギリス、ドイツ帝国などで大いに問題にされ、反ポルトガル運動がなされた。
1910年10月5日革命によってポルトガル第一共和政が成立すると、共和国政府は1911年に植民地省を創設し、新たな植民地行政では植民地住民を文化的にポルトガル化した「同化民」（アシミラド）とそれ以外の「原住民」に分け、前者にはポルトガル市民と同等の権利を認め、後者には重労働を強制したが、サントメ・プリンシペもアンゴラやモザンビーク、ギニア、ティモールなどと同様にこの制度が適用され、大多数の人々に重労働が課せられた。
第二次世界大戦後、世界が脱植民地化時代に入ると、国際社会からの植民地支配への非難を恐れたアントニオ・サラザール政権は、1951年にポルトガルの「植民地」を「海外州」と呼び換え、他ポルトガルの植民地同様にサントメ・プリンシペは「海外州」となった。しかしながら、奴隷制度廃止以降も続いた強制労働制度については慢性的な不満があり、これは1953年のバテーパの虐殺と呼ばれる暴動で頂点に達した。この事件ではアフリカ人農業労働者が多数、ポルトガル人の支配層により殺害された。この後独立運動が始まり、1960年9月にはガボンの首都リーブルヴィルにてサントメ・プリンシペ解放委員会（CLSTP）が結成され、1963年8月にCLSTPはプランテーション労働者のストライキを指導した。サントメ・プリンシペ独立運動（MLSTP）がガボンとリベリアを拠点として活動した。1968年にはポルトガル反体制派のマリオ・ソアレスがサラザールによってサントメ島に流刑にされている。
1974年4月25日にカーネーション革命によってサラザールが樹立したエスタド・ノヴォ独裁体制が倒れると、その後成立した新政権は海外植民地の放棄を決め、1975年7月12日にMLSTPの指導者マヌエル・ピント・ダ・コスタが初代大統領となり、サントメ・プリンシペ民主共和国は独立を達成した。

## 独立後

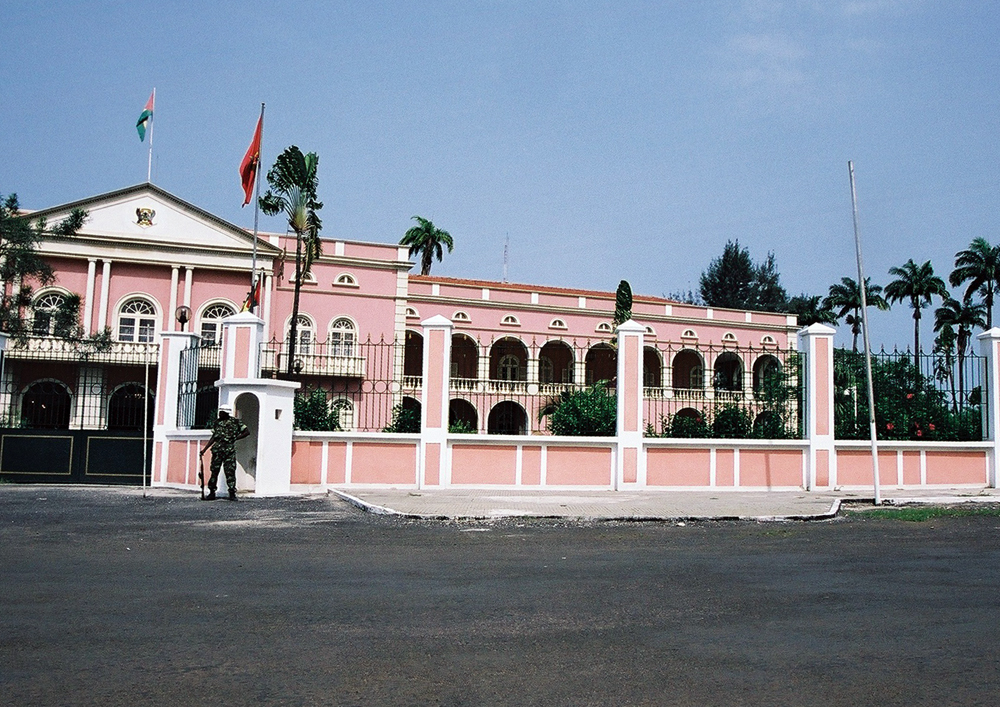
サントメ・プリンシペ大統領宮殿。

独立後はMLSTPによる一党制が敷かれ、カルロス・ド・グラーサによるクーデター未遂事件などがありながらも、1978年末にサントメ・プリンシペに派遣された1,000人のアンゴラ軍によってダ・コスタ体制は防衛された。しかし、東西冷戦終結に伴い1990年8月の国民投票で複数政党制への移行を決定し、1991年に初めての総選挙が行われ、ミゲル・トロボアダが大統領に就任した。1996年の総選挙では、MLSTPは野党に転落した。その後は選挙の結果による多数党の交替が平和裏に行われた。
2001年には独立民主行動 (ADI) からフラディケ・デ・メネゼスが大統領に就任した。2003年7月に政治腐敗と石油からの収入の配分の不正などを不満とする軍事クーデターが行われたが、協議の後メネゼス大統領は職務に復帰した。2011年7月の総選挙では、初代大統領のマヌエル・ピント・ダ・コスタが勝利し、再び大統領に就任した。

## 脚註